# Craig Federighi
Craig Federighi (27 de mayo de 1969) es un ingeniero y ejecutivo de negocios estadounidense que es el vicepresidente senior (SVP) de ingeniería de software en Apple Inc. Supervisa el desarrollo de los sistemas operativos de Apple. Sus equipos son responsables de entregar el software de los productos de Apple, incluyendo la interfaz de usuario, aplicaciones, y marcos de software.

## Primeros años y educación
Federighi nació el 27 de mayo de 1969, en San Leandro, California. Se graduó de Acalanes High School en Lafayette, California.[cita requerida]
Federighi recibió una licenciatura en ciencias en ingeniería eléctrica y ciencias de la computación y una maestría en ciencias en ciencias de la computación de la Universidad de California, Berkeley en 1991 y 1993, respectivamente.

## Carrera

### NeXT y Ariba
Federighi trabajó en NeXT, donde dirigió el desarrollo del Enterprise Objects Framework. Se unió a Apple cuando adquirió NeXT en 1996, pero luego la dejó en 1999 para unirse a Ariba, donde ocupó varios roles, incluyendo el de Director de Tecnología.

### Regreso a Apple
Federighi regresó a Apple en 2009 para liderar la ingeniería de macOS, en un momento en que Apple acababa de terminar el desarrollo de Mac OS X Snow Leopard, que fue muy apreciado por su enfoque en la velocidad y la calidad. En marzo de 2011, Federighi sucedió a Bertrand Serlet como vicepresidente de Ingeniería de Software de Mac en Apple, y en agosto de 2012 fue promovido a vicepresidente senior, reportando al CEO Tim Cook. Tras la salida de Scott Forstall de Apple, su rol se amplió para abarcar iOS además de macOS.
Se informó que Federighi poseía más de 500,000 acciones de Apple valoradas en aproximadamente 180 millones de dólares en junio de 2020.

#### Imagen pública
Dentro de la comunidad de usuarios y desarrolladores de Apple, Federighi es conocido por sus presentaciones enérgicas de nuevo software de Apple, frecuentemente con humor absurdo como referencias a su cabello, uso de nuevas funciones de software para organizar eventos como fiestas de karaoke en la oficina y campamentos, y su supuesto amor por la banda Rush. Un gag recurrente en las presentaciones de macOS de Federighi implica describir las hazañas ficticias del “equipo crack de marketing de producto”, aventurándose desnudos por California en una Volkswagen Minibus y finalmente llegando al lugar que da nombre a la versión del sistema operativo. Federighi tiene algunos apodos notables en Apple, como "Hair Force One". Además, el CEO de Apple Tim Cook lo ha llamado "Superman".
En 2016, la prensa de entretenimiento celebró la "transformación de superestrella" de Federighi, con elogios a su carisma, estilo y atractivo. Muchos también han comparado su comportamiento escénico con el de Steve Jobs.